# Égide Walschaerts
Égide Walschaerts, belgijski strojni inženir in izumitelj, * 21. januar 1820, Mechelen, Belgija, 1901.
Walschaerts je najbolj znan kot izumitelj prenosa za uporabo v parnem stroju.
Študiral je v Liègeu in se je leta 1842 zaposlil v delavnicah Belgijskih državnih železnic. Leta 1844 je izumil tip prenosnega mehanizma, ki so ga kasneje uporabljali v večini parnih strojev. Mehanizem omogoča gibanje, ki je omogočilo da so parne lokomotive peljale vzvratno. Izumil je več drugih izboljšav za parne stroje. Na Svetovni razstavi (Exposition Universelle) leta 1878 v Parizu je prejel zlato medaljo.